# Mutua Madrid Open 2023
Madrid Open 2023 (được tài trờ bởi Mutua) là một giải quần vợt chuyên nghiệp thi đấu trên mặt sân đất nện ngoài trời tại Park Manzanares ở Madrid, Tây Ban Nha từ ngày 25 tháng 4 đến ngày 7 tháng 5 năm 2023. Đây là lần thứ 21 (nam) và lần thứ 14 (nữ) giải đấu được tổ chức. Giải đấu là một phần của ATP Tour Masters 1000 trong ATP Tour 2023 và WTA 1000 trong WTA Tour 2023.
Đây là lần đầu tiên giải đấu nam diễn ra trong hai tuần và vòng đấu chính của nam và nữ có 96 tay vợt tham dự.

## Điểm và tiền thưởng

### Phân phối điểm
| Sự kiện | VĐ   | CK  | BK  | TK  | Vòng 1/16 | Vòng 1/32 | Vòng 1/64 | Vòng 1/96 | Q  | Q2 | Q1 |
| Đơn nam | 1000 | 600 | 360 | 180 | 90        | 45        | 25*       | 10        | 16 | 8  | 0  |
| Đôi nam | 1000 | 600 | 360 | 180 | 90        | 0         | —         | —         | —  | —  | —  |
| Đơn nữ  | 1000 | 650 | 390 | 215 | 120       | 65        | 35*       | 10        | 30 | 20 | 2  |
| Đôi nữ  | 1000 | 650 | 390 | 215 | 120       | 10        | —         | —         | —  | —  | —  |

* Tay vợt miễn được nhận điểm vòng 1.

### Tiền thưởng
Tổng số tiền thưởng của giải đấu nam và nữ là €7,705,780.
| Sự kiện  | VĐ         | CK       | BK       | TK       | Vòng 1/16 | Vòng 1/32 | Vòng 1/64 | Vòng 1/96 | Q2     | Q1     |
| Đơn nam  | €1,105,265 | €580,000 | €308,790 | €161,525 | €84,900   | €48,835   | €27,045   | €16,340   | €8,265 | €4,510 |
| Đơn nữ   | €1,105,265 | €580,000 | €308,790 | €161,525 | €84,900   | €48,835   | €27,045   | €16,340   | €8,265 | €4,510 |
| Đôi nam* | €382,420   | €202,850 | €108,190 | €54,840  | €29,300   | €15,780   | —         | —         | —      | —      |
| Đôi nữ*  | €382,420   | €202,850 | €108,190 | €54,840  | €29,300   | €15,780   | —         | —         | —      | —      |

*mỗi đội

## Nội dung đơn ATP

### Hạt giống
Dưới đây là những tay vợt được xếp loại hạt giống. Hạt giống dựa trên bảng xếp hạng ATP vào ngày 24 tháng 4 năm 2023. Xếp hạng và điểm trước vào ngày 24 tháng 4 năm 2023.
| Hạt giống | Xếp hạng | Tay vợt                     | Điểm trước | Điểm bảo vệ | Điểm thắng | Điểm sau | Thực trạng                                         |
| --------- | -------- | --------------------------- | ---------- | ----------- | ---------- | -------- | -------------------------------------------------- |
| 1         | 2        | Carlos Alcaraz              | 6,770      | 1,000       | 1,000      | 6,770    | Vô địch, đánh bại Jan-Lennard Struff [LL]          |
| 2         | 3        | Daniil Medvedev             | 5,240      | 0           | 90         | 5,330    | Vòng 4 thua trước Aslan Karatsev [Q]               |
| 3         | 4        | Casper Ruud                 | 5,210      | 10+45       | 10+0       | 5,165    | Vòng 2 thua trước Matteo Arnaldi [Q]               |
| 4         | 5        | Stefanos Tsitsipas          | 5,195      | 360         | 180        | 5,015    | Tứ kết thua trước Jan-Lennard Struff [LL]          |
| 5         | 6        | Andrey Rublev               | 4,280      | 180         | 90         | 4,190    | Vòng 4 thua trước Karen Khachanov [10]             |
| 6         | 7        | Holger Rune                 | 4,070      | 250†        | 45         | 3,865    | Vòng 3 thua trước Alejandro Davidovich Fokina [29] |
| 7         | 9        | Félix Auger-Aliassime       | 3,405      | 180         | 10         | 3,235    | Vòng 2 thua trước Dušan Lajović                    |
| 8         | 10       | Taylor Fritz                | 3,290      | 0           | 90         | 3,380    | Vòng 4 thua trước Zhang Zhizhen                    |
| 9         | 11       | Frances Tiafoe              | 2,870      | 10+150      | 45+0       | 2,755    | Vòng 3 thua trước Pedro Cachín                     |
| 10        | 12       | Karen Khachanov             | 2,855      | 10          | 180        | 3,025    | Tứ kết thua trước Carlos Alcaraz [1]               |
| 11        | 13       | Cameron Norrie              | 2,725      | 90          | 45         | 2,680    | Vòng 3 thua trước Zhang Zhizhen                    |
| 12        | 15       | Hubert Hurkacz              | 2,660      | 180         | 45         | 2,525    | Vòng 3 thua trước Borna Ćorić [17]                 |
| 13        | 16       | Alexander Zverev            | 2,140      | 600         | 90         | 1,630    | Vòng 4 thua trước Carlos Alcaraz [1]               |
| 14        | 17       | Tommy Paul                  | 2,070      | 10+0§       | 10+32§     | 2,102    | Vòng 2 thua trước Roman Safiullin                  |
| 15        | 18       | Lorenzo Musetti             | 2,065      | 115         | 10         | 1,960    | Vòng 2 thua trước Yannick Hanfmann [Q]             |
| 16        | 19       | Alex de Minaur              | 1,995      | 45          | 45         | 1,995    | Vòng 3 thua trước Aslan Karatsev [Q]               |
| 17        | 20       | Borna Ćorić                 | 1,890      | 10          | 360        | 2,240    | Bán kết thua trước Carlos Alcaraz [1]              |
| 18        | 22       | Pablo Carreño Busta         | 1,795      | 10          | 0          | 1,785    | Rút lui do chấn thương khuỷu tay                   |
| 19        | 24       | Dan Evans                   | 1,560      | 90          | 10         | 1,480    | Vòng 2 thua trước Bernabé Zapata Miralles          |
| 20        | 25       | Roberto Bautista Agut       | 1,475      | 45          | 45         | 1,475    | Vòng 3 thua trước Karen Khachanov [10]             |
| 21        | 27       | Denis Shapovalov            | 1,425      | 45          | 10         | 1,390    | Vòng 2 thua trước Zhang Zhizhen                    |
| 22        | 28       | Sebastian Korda             | 1,390      | 45+90       | 10+0       | 1,265    | Vòng 2 thua trước Hugo Grenier [Q]                 |
| 23        | 29       | Botic van de Zandschulp     | 1,390      | 45+150      | 10+45      | 1,250    | Vòng 2 thua trước Aslan Karatsev [Q]               |
| 24        | 30       | Francisco Cerúndolo         | 1,235      | (45)‡       | 10         | 1,200    | Vòng 2 thua trước Pedro Cachín                     |
| 25        | 31       | Sebastián Báez              | 1,190      | 250†        | 45         | 985      | Vòng 3 thua trước Stefanos Tsitsipas [4]           |
| 26        | 32       | Grigor Dimitrov             | 1,170      | 90          | 45         | 1,125    | Vòng 3 thua trước Carlos Alcaraz [1]               |
| 27        | 33       | Miomir Kecmanović           | 1,170      | 45+90       | 10+10      | 1,055    | Vòng 2 thua trước Cristian Garín                   |
| 28        | 34       | Yoshihito Nishioka          | 1,138      | 12†         | 45         | 1,171    | Vòng 3 thua trước Andrey Rublev [5]                |
| 29        | 35       | Alejandro Davidovich Fokina | 1,095      | 45+45       | 90+20      | 1,115    | Vòng 4 thua trước Borna Ćorić [17]                 |
| 30        | 36       | Tallon Griekspoor           | 1,094      | (13)‡       | 10         | 1,091    | Vòng 2 bỏ cuộc trước Jaume Munar                   |
| 31        | 37       | Jiří Lehečka                | 1,046      | 60+12†      | 10+8       | 992      | Vòng 2 thua trước Alexander Shevchenko [Q]         |
| 32        | 38       | Ben Shelton                 | 1,042      | (7)‡+(10)§  | 10+32      | 1067     | Vòng 2 thua trước Jan-Lennard Struff [LL]          |

† Tay vợt không vượt qua vòng loại ở giải đấu năm 2022, nhưng có điểm bảo vệ từ Estoril, Munich, hoặc Mauthausen (ATP Challenger).

‡ Tay vợt không vượt qua vòng loại ở giải đấu năm 2022. Thay vào đó, điểm tốt nhất của lần 19 sẽ được thay thế vào.

§ Tay vợt tham dự một giải ATP Challenger Tour ở tuần thứ hai của Madrid và điểm từ giải đấu đó thay thế kết quả tốt nhất của lần 19 (hoặc 18).

#### Tay vợt rút lui khỏi giải đấu
Dưới đây là những tay vợt được xếp loại hạt giống, nhưng rút lui trước khi giải đấu bắt đầu.
| Xếp hạng | Tay vợt           | Điểm trước | Điểm giảm | Điểm sau | Lý do rút lui            |
| -------- | ----------------- | ---------- | --------- | -------- | ------------------------ |
| 1        | Novak Djokovic    | 7,135      | 360       | 6,775    | Chấn thương khuỷu tay    |
| 8        | Jannik Sinner     | 3,615      | 90        | 3,525    | Bị bệnh                  |
| 14       | Rafael Nadal      | 2,715      | 180       | 2,535    | Chấn thương hông trái    |
| 21       | Matteo Berrettini | 1,832      | 0         | 1,832    | Chấn thương bụng         |
| 23       | Marin Čilić       | 1,645      | 45        | 1,600    | Chấn thương đầu gối      |
| 26       | Nick Kyrgios      | 1,465      | 0         | 1,465    | Chấn thương đầu gối trái |

### Vận động viên khác
Đặc cách:
- Hugo Gaston
- Martín Landaluce
- Emilio Nava
- Abedallah Shelbayh
- Dominic Thiem

Bảo toàn thứ hạng:
- Jérémy Chardy
- Kyle Edmund

Vượt qua vòng loại:
- Aslan Karatsev
- Marco Cecchinato
- Andrea Vavassori
- Jurij Rodionov
- Benoît Paire
- Alexander Shevchenko
- Hugo Grenier
- Matteo Arnaldi
- Roman Safiullin
- Yosuke Watanuki
- Borna Gojo
- Yannick Hanfmann

Thua cuộc may mắn:
- Jan-Lennard Struff
- Pavel Kotov
- Daniel Altmaier

### Rút lui
- Matteo Berrettini → thay thế bởi  Juan Pablo Varillas
- Benjamin Bonzi → thay thế bởi  Ilya Ivashka
- Jenson Brooksby → thay thế bởi  Filip Krajinović
- Pablo Carreño Busta → thay thế bởi  Daniel Altmaier
- Marin Čilić → thay thế bởi  Christopher O'Connell
- Federico Coria → thay thế bởi  Oscar Otte
- Hugo Dellien → thay thế bởi  Thiago Monteiro
- Novak Djokovic → thay thế bởi  Zhang Zhizhen
- Jack Draper → thay thế bởi  Daniel Elahi Galán
- John Isner → thay thế bởi  Cristian Garín
- Kwon Soon-woo → thay thế bởi  Jérémy Chardy
- Nick Kyrgios → thay thế bởi  Stan Wawrinka
- Constant Lestienne → thay thế bởi  Jan-Lennard Struff
- Rafael Nadal → thay thế bởi  Quentin Halys
- Brandon Nakashima → thay thế bởi  Pavel Kotov
- Guido Pella → thay thế bởi  Roberto Carballés Baena
- Arthur Rinderknech → thay thế bởi  Ugo Humbert
- Jannik Sinner → thay thế bởi  Thanasi Kokkinakis
- Mikael Ymer → thay thế bởi  Alexei Popyrin

## Nội dung đôi ATP

### Hạt giống
| Quốc gia | Tay vợt           | Quốc gia | Tay vợt                | Xếp hạng | Hạt giống |
| -------- | ----------------- | -------- | ---------------------- | -------- | --------- |
| NED      | Wesley Koolhof    | GBR      | Neal Skupski           | 2        | 1         |
| USA      | Rajeev Ram        | GBR      | Joe Salisbury          | 9        | 2         |
| CRO      | Ivan Dodig        | USA      | Austin Krajicek        | 9        | 3         |
| ESA      | Marcelo Arévalo   | NED      | Jean-Julien Rojer      | 16       | 4         |
| CRO      | Nikola Mektić     | CRO      | Mate Pavić             | 17       | 5         |
| GBR      | Lloyd Glasspool   | FIN      | Harri Heliövaara       | 22       | 6         |
| IND      | Rohan Bopanna     | AUS      | Matthew Ebden          | 35       | 7         |
| MEX      | Santiago González | FRA      | Édouard Roger-Vasselin | 35       | 8         |

† Bảng xếp hạng vào ngày 24 tháng 4 năm 2023.

### Vận động viên khác
Đặc cách:
- Roberto Carballés Baena /  Martín Landaluce
- Daniel Rincón /  Abdullah Shelbayh
- Petros Tsitsipas /  Stefanos Tsitsipas

Thay thế:
- Alexander Erler /  Lucas Miedler

### Rút lui
- Simone Bolelli /  Fabio Fognini → thay thế bởi  Simone Bolelli /  Fabrice Martin
- Francisco Cerúndolo /  Dan Evans → thay thế bởi  Roberto Bautista Agut /  Dan Evans
- Lorenzo Musetti /  Diego Schwartzman → thay thế bởi  Alexander Erler /  Lucas Miedler

## Nội dung đơn WTA

### Hạt giống
Dưới đây là những tay vợt được xếp loại hạt giống. Hạt giống dựa trên bảng xếp hạng WTA vào ngày 17 tháng 4 năm 2023. Xếp hạng và điểm trước vào ngày 24 tháng 4 năm 2023.
| Hạt giống | Xếp hạng | Tay vợt               | Điểm trước | Điểm bảo vệ | Điểm thắng | Điểm sau | Thực trạng                                   |
| --------- | -------- | --------------------- | ---------- | ----------- | ---------- | -------- | -------------------------------------------- |
| 1         | 1        | Iga Świątek           | 8,975      | 0           | 650        | 9,625    | Á quân, thua trước Aryna Sabalenka [2]       |
| 2         | 2        | Aryna Sabalenka       | 6,891      | 10          | 1000       | 7,881    | Vô địch, đánh bại Iga Świątek [1]            |
| 3         | 3        | Jessica Pegula        | 5,735      | 650         | 215        | 5,300    | Tứ kết thua trước Veronika Kudermetova [12]  |
| 4         | 4        | Ons Jabeur            | 5,116      | 1,000       | 0          | 4,116    | Rút lui do chấn thương bắp chân              |
| 5         | 5        | Caroline Garcia       | 5,030      | (70)†       | 65         | 5,025    | Vòng 3 thua trước Mayar Sherif               |
| 6         | 6        | Coco Gauff            | 4,400      | 120         | 65         | 4,345    | Vòng 3 thua trước Paula Badosa [26]          |
| 7         | 7        | Elena Rybakina        | 4,305      | 120         | 10         | 4,195    | Vòng 2 thua trước Anna Kalinskaya            |
| 8         | 8        | Daria Kasatkina       | 3,505      | 120         | 120        | 3,505    | Vòng 4 thua trước Veronika Kudermetova [12]  |
| 9         | 9        | Maria Sakkari         | 3,191      | 65          | 390        | 3,516    | Bán kết thua trước Aryna Sabalenka [2]       |
| 10        | 10       | Petra Kvitová         | 3,162      | 10          | 10         | 3,162    | Vòng 2 thua trước Jule Niemeier              |
| 11        | 12       | Barbora Krejčíková    | 2,497      | (1)‡        | 120        | 2,616    | Vòng 4 thua trước Petra Martić [27]          |
| 12        | 13       | Veronika Kudermetova  | 2,280      | 10          | 390        | 2,660    | Bán kết thua trước Iga Świątek [1]           |
| 13        | 14       | Beatriz Haddad Maia   | 2,276      | 20+160      | 10+100     | 2,206    | Vòng 2 thua trước Mirra Andreeva [WC]        |
| 14        | 18       | Liudmila Samsonova    | 2,062      | 10          | 120        | 2,172    | Vòng 4 thua trước Irina-Camelia Begu [31]    |
| 15        | 16       | Victoria Azarenka     | 2,237      | 120         | 10         | 2,127    | Vòng 2 thua trước Alycia Parks               |
| 16        | 17       | Ekaterina Alexandrova | 2,075      | 420         | 120        | 1,775    | Vòng 4 thua trước Iga Świątek [1]            |
| 17        | 19       | Magda Linette         | 1,810      | (55)†       | 65         | 1,820    | Vòng 3 thua trước Mirra Andreeva [WC]        |
| 18        | 20       | Martina Trevisan      | 1,778      | 20          | 120        | 1,878    | Vòng 4 thua trước Jessica Pegula [3]         |
| 19        | 22       | Jeļena Ostapenko      | 1,740      | 10          | 65         | 1,795    | Vòng 3 thua trước Liudmila Samsonova [14]    |
| 20        | 23       | Donna Vekić           | 1,733      | (30)†       | 10         | 1,713    | Vòng 2 thua trước Rebeka Masarova [WC]       |
| 21        | 25       | Anastasia Potapova    | 1,566      | 30          | 65         | 1,601    | Vòng 3 thua trước Veronika Kudermetova [12]  |
| 22        | 24       | Zheng Qinwen          | 1,729      | 10          | 65         | 1,784    | Vòng 3 thua trước Ekaterina Alexandrova [16] |
| 23        | 27       | Bianca Andreescu      | 1,432      | 120         | 10         | 1,322    | Vòng 2 thua trước Wang Xiyu                  |
| 24        | 29       | Elise Mertens         | 1,354      | 0           | 120        | 1,474    | Vòng 4 thua trước Mayar Sherif               |
| 25        | 30       | Jil Teichmann         | 1,300      | 390+(1)^    | 10+29^     | 948      | Vòng 2 thua trước Lesia Tsurenko             |
| 26        | 42       | Paula Badosa          | 1,198      | 65          | 120        | 1,253    | Vòng 4 thua trước Maria Sakkari [9]          |
| 27        | 33       | Petra Martić          | 1,275      | 95          | 215        | 1,395    | Tứ kết thua trước Iga Świątek [1]            |
| 28        | 32       | Bernarda Pera         | 1,279      | (29)§       | 65         | 1,315    | Vòng 3 thua trước Iga Świątek [1]            |
| 29        | 31       | Marie Bouzková        | 1,298      | 150         | 65         | 1,213    | Vòng 3 thua trước Jessica Pegula [3]         |
| 30        | 34       | Anhelina Kalinina     | 1,272      | 215         | 10         | 1,067    | Vòng 2 thua trước Mayar Sherif               |
| 31        | 35       | Irina-Camelia Begu    | 1,258      | 30          | 215        | 1,443    | Tứ kết thua trước Maria Sakkari [9]          |
| 32        | 36       | Marta Kostyuk         | 1,245      | 65          | 10         | 1,190    | Vòng 2 thua trước Camila Osorio [WC]         |
| 33        | 38       | Shelby Rogers         | 1,239      | 10          | 65         | 1,294    | Vòng 3 thua trước Irina-Camelia Begu [31]    |

† Tay vợt không vượt qua vòng loại ở giải đấu năm 2022. Thay vào đó, điểm tốt nhất của lần 16 sẽ được thay thế vào.

‡ Tay vợt không bắt buộc phải tính điểm giải đấu năm 2022 do chấn thương dài hạn. Thay vào đó, điểm tốt nhất của lần 16 sẽ được thay thế vào.

§ Tay vợt không vượt qua vòng loại ở giải đấu năm 2022 nhưng có điểm bảo vệ từ một giải WTA 125 (Saint-Malo).

§ Tay vợt tham dự một giải WTA 125 ở tuần thứ hai của Madrid và điểm từ giải đấu đó thay thế kết quả tốt nhất của lần 16.

#### Tay vợt rút lui khỏi giải đấu
Dưới đây là những tay vợt được xếp loại hạt giống, nhưng rút lui trước khi giải đấu bắt đầu.
| Xếp hạng | Tay vợt           | Điểm trước | Điểm giảm | Điểm sau | Lý do rút lui       |
| -------- | ----------------- | ---------- | --------- | -------- | ------------------- |
| 11       | Belinda Bencic    | 2,870      | 120       | 2,750    | Chấn thương hông    |
| 15       | Karolína Plíšková | 2,255      | 10        | 2,255    | Chấn thương đầu gối |
| 21       | Madison Keys      | 1,752      | 10        | 1,742    |                     |
| 28       | Zhang Shuai       | 1,395      | 10        | 1,385    |                     |

### Vận động viên khác
Đặc cách:
- Mirra Andreeva
- Marina Bassols Ribera
- Alex Eala
- Brenda Fruhvirtová
- Victoria Jiménez Kasintseva
- Rebeka Masarova
- Camila Osorio
- Elina Svitolina

Bảo toàn thứ hạng:
- Jaqueline Cristian
- Sofia Kenin
- Anastasia Pavlyuchenkova
- Nadia Podoroska
- Barbora Strýcová

Vượt qua vòng loại:
- Clara Burel
- Dayana Yastremska
- Nuria Párrizas Díaz
- Markéta Vondroušová
- Sara Errani
- Elena-Gabriela Ruse
- Arantxa Rus
- Laura Siegemund
- Anna Karolína Schmiedlová
- Irene Burillo Escorihuela
- Eugenie Bouchard
- Magdalena Fręch

Thua cuộc may mắn:
- Viktoriya Tomova
- Julia Grabher

### Rút lui
- &  Belinda Bencic → thay thế bởi  Sorana Cîrstea
- &  Danielle Collins → thay thế bởi  Rebecca Marino
- Simona Halep → thay thế bởi  Jasmine Paolini
- &  Ons Jabeur → thay thế bởi  Viktoriya Tomova[6]
- &  Madison Keys → thay thế bởi  Katie Volynets
- &  Linda Nosková → thay thế bởi  Anna Bondár
- Naomi Osaka → thay thế bởi  Lucia Bronzetti
- &  Karolína Plíšková → thay thế bởi  Caty McNally
- &  Alison Riske-Amritraj → thay thế bởi  Lesia Tsurenko
- &  Kateřina Siniaková → thay thế bởi  Dalma Gálfi
- &  Patricia Maria Țig → thay thế bởi  Cristina Bucșa
- Ajla Tomljanović → thay thế bởi  Julia Grabher
- &  Zhang Shuai → thay thế bởi  Maryna Zanevska

 – không có trong danh sách tham dự
& – rút lui khỏi danh sách tham dự

## Nội dung đôi WTA

### Hạt giống
| Quốc gia | Tay vợt                  | Quốc gia | Tay vợt          | Xếp hạng | Hạt giống |
| -------- | ------------------------ | -------- | ---------------- | -------- | --------- |
| USA      | Coco Gauff               | USA      | Jessica Pegula   | 7        | 1         |
| UKR      | Lyudmyla Kichenok        | LAT      | Jeļena Ostapenko | 18       | 2         |
| USA      | Desirae Krawczyk         | NED      | Demi Schuurs     | 21       | 3         |
| AUS      | Storm Hunter             | BEL      | Elise Mertens    | 28       | 4         |
| USA      | Nicole Melichar-Martinez | AUS      | Ellen Perez      | 31       | 5         |
| CAN      | Gabriela Dabrowski       | BRA      | Luisa Stefani    | 34       | 6         |
| JPN      | Shuko Aoyama             | JPN      | Ena Shibahara    | 39       | 7         |
| CHN      | Xu Yifan                 | CHN      | Yang Zhaoxuan    | 44       | 8         |

† Bảng xếp hạng vào ngày 17 tháng 4 năm 2023.

### Vận động viên khác
Đặc cách:
- Erika Andreeva /  Mirra Andreeva
- Paula Badosa /  Bethanie Mattek-Sands
- Brenda Fruhvirtová /  Linda Fruhvirtová

Bảo toàn thứ hạng:
- Hsieh Su-wei /  Barbora Strýcová
- Sofia Kenin /  Magda Linette
- Anastasia Pavlyuchenkova /  Elena Rybakina

## Nhà vô địch

### Đơn nam
- Carlos Alcaraz đánh bại  Jan-Lennard Struff 6–4, 3–6, 6–3

### Đơn nữ
- Aryna Sabalenka đánh bại  Iga Świątek 6–3, 3–6, 6–3

### Đôi nam
- Karen Khachanov /  Andrey Rublev đánh bại  Rohan Bopanna /  Matthew Ebden 6–3, 3–6, [10–3]

### Đôi nữ
- Victoria Azarenka /  Beatriz Haddad Maia đánh bại  Coco Gauff /  Jessica Pegula 6–1, 6–4